# 朱颖蕃
朱颖蕃，四川邓州（今四川邛崃）人，是一名清朝政治人物。
朱颖蕃曾于1718年接替史宏坦任崇明县知县一职，1719年由王廷灿接任。